# La Polaca
Josefa Cotillo Martínez, bekannt unter ihrem Künstlernamen La Polaca, (* 16. Juni 1944 in Madrid; † 2. Juni 2010 in Sevilla) war eine spanische Tänzerin und Schauspielerin.

## Leben
Josefa Cotillo Martínez wurde im Madrider Stadtteil Lavapiés geboren. Im Alter von zehn Jahren begann sie mit dem Tanz. Ihr Debüt erfolgte im Alter von zwölf Jahren in dem Bühnenstück La parrilla am Teatro Alcázar in Madrid. Anfang der 1960er Jahre wurde sie Mitglied in der bekannten Tanz-Compagnie von José Greco, in der sie sich schnell zu einer der führenden Flamenco-Tänzerinnen ihrer Zeit entwickelte. Josefa Cotillo Martínez war bekannt für ihre „natürliche Eleganz“ und für ihre „sinnliche Art“, den Flamenco zu interpretieren, was ihr die Kritik einiger Tanz-Puristen einbrachte.
Mit der Compagnie von José Greco unternahm sie eine erfolgreiche Amerika-Tournee. Sie trat in der Ed Sullivan Show auf und tanzte bei einer Gala-Veranstaltung in Anwesenheit des damaligen amerikanischen Präsidenten John F. Kennedy. Weitere Tourneen durch Europa und die Sowjetunion folgten. Nach ihrer Rückkehr nach Spanien hatte sie große Erfolge in den Flamenco-Tanzproduktionen Los Canasteros und Las Brujas.
Ab Mitte der 1960er Jahre spielte Josefa Cotillo Martínez auch Rollen im Film und im Fernsehen. Ihr Kino-Debüt gab sie 1965 als Prostituierte, Sängerin und Tänzerin in dem Filmdrama Con el viento solano von Mario Camus. Internationale Bekanntheit und Filmruhm erreichte sie 1967 durch ihre Mitwirkung an Francisco Rovira Beletas Tanzdrama El amor brujo an der Seite des Tänzers Antonio Gades. Die Musik von Manuel de Falla war von Ernesto Halffter für den Film adaptiert worden und wurde von Narciso Yepes auf der Gitarre interpretiert. Für ihre Darstellung erhielt Cotillo Martínez den Preis als beste Darstellerin beim New York Film Festival 1967.
Im weiteren Verlauf ihrer Filmkarriere spielte sie unter anderem noch in den Filmen Las secretarias (1969) von Pedro Lazaga und Del amor y de la muerte (1977) von Antonio Giménez Rico. 1986 wirkte sie in der Neufassung von El amor brujo mit, in Carlos Sauras Filmfassung Liebeszauber. Im deutschen Fernsehen hatte sie einen Gastauftritt als Zigeunerin Esmeralda in einer Folge der Krimi-Kultserie Percy Stuart.
Über die Entstehung ihres Künstlernamens existieren verschiedene Legenden: Eine verweist auf eine Lateinamerika-Tournee der Künstlerin, bei der diese einen polnischen Tanz aufgeführt haben soll. Eine andere Variante besagt, sie habe als Kind einige Wörter nicht aussprechen können, weshalb sie in ihrer Familie geneckt wurde mit der Bemerkung, sie spreche halt polnisch.
Josefa Cotillo Martínez lebte mit ihrem Ehemann in den letzten fünf Jahren ihres Lebens in Tomares in der Provinz Sevilla. Sie starb an Lungenkrebs.

## Filmografie (Auswahl)
- 1965: Con el viento solano
- 1967: El amor brujo
- 1969: Las secretarias
- 1970: Ferien in Gold (Des vacances en or)
- 1971: Die Rum-Straße (Boulevard du Rhum)
- 1971: Die dummen Streiche der Reichen (La folie des grandeurs)
- 1972: Percy Stuart
- 1977: Del amor y de la muerte
- 1986: Liebeszauber (El amor brujo)